# میگل وایت
میگل وایت (انگلیسی: Miguel White; ۹ اکتبر ۱۹۰۹ – ۳۰ اوت ۱۹۴۲) ورزشکار دو و میدانی اهل فیلیپین بود.